# Salmanlı
Salmanlı è un comune dell'Azerbaigian situato nel distretto di Sabirabad. Conta una popolazione di 765 abitanti.